# Никифоровское (Тверь)
Ники́форовское — посёлок (фактически микрорайон) в черте города Тверь. Находится в юго-восточной части города на территории Московского района.

## География
Расположен к югу от посёлка Химинститута, между Московским шоссе и автомагистралью «Москва — Санкт-Петербург» (Тверской объездной дорогой), через деревню проходит дорога на Чуприяновку.

## История
На карте 1853 года обозначена деревня Никифоровская.
В 1925 году деревня имела 27 дворов. 
В 1940 году деревня Никифоровка имела 19 дворов.
Посёлок Никифоровское включён в черту города Калинина в 1961 году.